# Justin Metsing Lekhanya
Justin Metsing Lekhanya (ur. 7 kwietnia 1938 w Thaba-Tseka, zm. 20 stycznia 2021) – lesotyjski polityk i żołnierz, premier oraz minister obrony i przewodniczący rady wojskowej Lesotho od 24 stycznia 1986 do 2 maja 1991.
Jako generał major i dowódca armii Lesotho dokonał 15 stycznia 1986 wojskowego zamachu stanu, obalając rządzącego od ponad 20 lat Leabua Jonathana. Generał przywrócił uprawnienia królowi Moshoeshoe II i rozpoczął rządy junty militarnej. Reżim zabronił otwartej działalności politycznej oraz zacieśnił współpracę polityczną i gospodarczą z RPA. W 1990 po sporze z królem zmusił urzędującego monarchę do opuszczenia kraju. Został obalony przez Eliasa Ramaema w wyniku kolejnego wojskowego zamachu stanu w kwietniu 1991.